# Paolo D’Angelo
Paolo D’Angelo (* 1956) ist ein italienischer Philosoph.

## Leben
Als Absolvent der Universität La Sapienza promovierte er an der Universität Bologna. Er lehrte an der Universität Messina (1992–2000). Er hielt Vorlesungen an den Universitäten von Université Paris 1 Panthéon-Sorbonne, Mainz, Universidad de los Andes (Venezuela), Universidade Federal do Rio de Janeiro und Humboldt-Universität zu Berlin. Er lehrt seit September 2000 als Professor für Ästhetik an der Universität Rom III.
Seine Arbeitsschwerpunkte sind Ästhetik der bildenden Kunst, Umweltästhetik, analytische Ästhetik, Geschichte der Ästhetik, deutsche Philosophie und zeitgenössische italienische Philosophie.

## Schriften (Auswahl)
- Simbolo e arte in Hegel. Rom 1989, ISBN 88-420-3329-4.
- Cesare Brandi. Critica d'arte e filosofia. Macerata 2006, ISBN 88-7462-140-X.
- Le nevrosi di Manzoni. Quando la storia uccise la poesia. Bologna 2013, ISBN 88-15-24540-5.
- Ars est celare artem. Da Aristotele e Duchamp. Macerata 2014, ISBN 978-88-7462-568-0.